# Szarvas
Szarvas (in slovacco: Sarvaš)  è una città dell'Ungheria di 17 465 abitanti. È situata nella contea di Békés.
Storicamente è stato un centro di etnia slovacca: il patriota e scrittore slovacco Martin Hamaliar esercitò a Szarvas la sua attività di pastore protestante. Nel 1900, già in epoca di galoppante magiarizzazione, fra gli abitanti, secondo i dati del censimento ufficiale, si contavano 17 771 slovacchi a fronte di 7 845 magiari, ma nel 1930 le proporzioni si erano già invertite, con 7 247 slovacchi e 18 257 magiari. Nel 2001 la minoranza slovacca comprendeva l'8% della popolazione, mentre i magiari erano l'89%.

## Amministrazione

### Gemellaggi
- Poprad, dal 1980
- Vlăhița, dal 1994
- Baraolt, dal 1997
- Malacky, dal 2000
- Șimleu Silvaniei
- Keuruu